# 2019年10月臺灣
| << | 2019年10月 （民國108年） | >> |    |    |    |    |
| \| 日 \| 一 \| 二 \| 三 \| 四 \| 五 \| 六 \| \| \| \| 1 \| 2 \| 3 \| 4 \| 5 \| \| 6 \| 7 \| 8 \| 9 \| 10 \| 11 \| 12 \| \| 13 \| 14 \| 15 \| 16 \| 17 \| 18 \| 19 \| \| 20 \| 21 \| 22 \| 23 \| 24 \| 25 \| 26 \| \| 27 \| 28 \| 29 \| 30 \| 31 \| \| \| \| \| \| \| \| \| \| \| |                          |    |    |    |    |    |
| 臺灣新聞動態／維基新聞 |                          |    |    |    |    |    |
| 世界／中国大陆／臺灣 |                          |    |    |    |    |    |
| 日 | 一                       | 二 | 三 | 四 | 五 | 六 |
| |                          | 1  | 2  | 3  | 4  | 5  |
| 6 | 7                        | 8  | 9  | 10 | 11 | 12 |
| 13 | 14                       | 15 | 16 | 17 | 18 | 19 |
| 20 | 21                       | 22 | 23 | 24 | 25 | 26 |
| 27 | 28                       | 29 | 30 | 31 |    |    |
| |                          |    |    |    |    |    |

## 10月1日
- 宜蘭南方澳跨海大橋約上午九點三十分發生橋斷裂事件。[1]

## 10月2日
- 台灣第三大航空公司，星宇航空正式發表航空全制服JX Style系列與座艙設計及機艙設備。預計2020年1月23日正式開業[2][3]。

## 10月4日
- 台灣規模最大的飲料瓶罐印刷與充填代工廠，股票上市公司宏全國際集團，設有空氣污染處理設備，卻故意沒有開啟使用，漏報高達7729萬元的空氣污染防制費，環保署用熱顯像儀探測，於2017年10月發現煙囪溫度始終40多°C，把沒有處理過的廢氣直接排放出去，台中地檢署依詐欺得利罪與違反空氣污染防制法起訴19人。[4]

## 10月13日
- 副總統陳建仁參加教廷封聖典禮，會晤教宗並邀訪臺。[5]

## 10月14日
- 因國慶假期連續發生兩起外送員死亡車禍，勞動部針對餐飲外送業者 foodpanda 和 Uber Eats 實施勞檢[6]，認定其與外送員屬僱傭關係[7]，要求業者提供相關資訊，若未提供將依《勞基法》裁罰最高新台幣175萬元。

## 10月17日
- 美國聯邦公報公告，准許並生效臺灣芭樂輸美檢疫規定[8]，臺灣成為繼墨西哥後，全球第二個芭樂能輸美的地区。

## 10月18日
- 編號1920號颱風浣熊形成[9]。

## 10月19日
- 編號1921號颱風博羅依形成。

## 10月21日
- 針對香港政府20日發佈關於潘曉穎命案的聲明，陸委會發言人邱垂正回應[10]，台港無刑事司法協作，港府如何積極依法配合、且將臺灣視為中國的一部分，導致雙方不能進行司法互助協商。

## 10月26日
- 2019年臺灣同志遊行於臺北市[11][12]舉行，超過20萬人[13]、200組團體[14]，參與路線從臺北市政府到總統府前凱達格蘭大道的活動[15]。

## 10月28日
- 原住民族委員會報告首度以國家語言——阿美語和排灣語的文字書寫。[16]

## 10月29日
- 代表中國民進黨參選第13屆臺北市中正、萬華區市議員的張秀葉[17]及該黨黨主席周慶峻[18]，因未報監察院許可向支持者募款、並在2018年陸續收受中國湖北同心聯發農業綜合開發公司資金189萬8820元，涉嫌未設立專戶收受政治獻金，臺北地檢署依法起訴兩人[19]。

- F-16V（Block70）採購特別條例三讀通過。[20]

## 10月30日
- 美國聯邦參議院一致通過[21]旨在要求行政部門採取積極行動、支持臺灣國際參與[22]的《臺北法案》[23]。